# Volwassene
Een volwassene is een individu dat zichzelf in het leven kan redden. Biologisch gezien is een volwassene of adult volgroeid en geslachtsrijp. Bij mensen wordt in een juridische context het begrip meerderjarig gebruikt.

## Onderverdeling
Middelbare leeftijd is de periode na de vroege volwassenheid, tussen circa veertig en zestig jaar. In zijn model voor de levensfasen in identiteitsontwikkeling onderscheidt Erik Erikson verder de late volwassenheid, vanaf midden zestig.

## Maatstaven
Biologisch gezien is iemand volwassen als deze lichamelijk volgroeid is. Een ander kenmerk van biologische volwassenheid is het zich kunnen voortplanten. Sociologisch wordt de volwassenheid in de west-europese samenlevingen pas later bereikt en verbonden met het arbeidsleven.
Psychologisch is iemand volwassen wanneer deze een stabiele identiteit (persoonlijkheid) heeft gevormd. Deze wordt gevormd tijdens de verschillende fasen van de kindertijd en in het bijzonder tijdens de adolescentie, circa 14 jaar tot midden twintig.
In het dagelijks leven kan iemand die blijk geeft van zelfstandigheid en een zekere bedachtzaamheid volwassen genoemd worden. In de filosofie van de opvoeding wordt gereflecteerd over de volwassenheid als opvoedingsdoel.

## Wettelijke definitie
Wettelijk is iemand tegenwoordig doorgaans (burgerlijk) meerderjarig vanaf een bepaalde leeftijd, maar er kunnen ook andere criteria in acht worden genomen, zoals de lichamelijke rijpheid in het Romeins recht. In de meeste landen is die leeftijd 18 jaar, maar dit kan ook jonger (16) of ouder (21) zijn. In Nederland is iemand normaal gesproken vanaf 18 jaar meerderjarig en vanaf 21 jaar geheel onafhankelijk. Een meerderjarige is in de meeste rechtsstelsels in principe handelingsbekwaam en zal dus voor al de eigen rechtshandelingen moeten instaan, tenzij dat ongedaan wordt gemaakt voor een wettelijk erkend beletsel, zoals sommige veroordelingen of vaststelling van mentale onrijpheid (geestelijke leeftijd van een kind). Als iemand strafrechtelijke delicten begaat, kan bovendien in plaats van volgens jeugdstrafrecht volgens volwassenenstrafrecht worden berecht.
Daarnaast kunnen wetten afzonderlijke minimumleeftijden voor bepaalde doeleinden bepalen, zoals in de Verenigde Staten 21 jaar om alcohol te kopen of consumeren, terwijl al bij 18 als meerderjarige bijvoorbeeld dienst kan worden genomen in de strijdmacht.

### Belgische wet
Art. 488 BW luidt:
De meerderjarigheid is vastgesteld op de volle leeftijd van achttien jaren; op die leeftijd is men bekwaam tot alle handelingen van het burgerlijk leven.
De leeftijd van meerderjarigheid werd in 1990 verlaagd van 21 jaar naar 18 jaar.

### Nederlandse wet
Artikel 1:233 BW luidt:
Minderjarigen zijn zij, die ouderdom van achttien jaren niet hebben bereikt en niet gehuwd of geregistreerd zijn dan wel gehuwd of geregistreerd zijn geweest of met toepassing van art. 253ha meerderjarig zijn verklaard.
Art. 253ha regelt dat de kinderrechter een 16- of 17-jarige moeder op haar verzoek meerderjarig kan verklaren.
Tot 1900 was iemand meerderjarig vanaf 23 jaar, tot 1 januari 1988 vanaf 21 jaar. Sindsdien ben je meerderjarig vanaf 18 jaar.
Voor sommige beroepen is wettelijk een minimumleeftijd van 21 jaar voorgeschreven, omdat de uitoefening een bijzondere verantwoordelijkheid voor anderen met zich meebrengt en/of ter bescherming van de beoefenaar van het beroep. Zo hanteert de Alcoholwet (artikel 8) een minimumleeftijd van 21 jaar voor de uitoefening van het horeca- of slijtersbedrijf. Hetzelfde geldt in beginsel voor het beroep van buschauffeur, zoals neergelegd in de Wegenverkeerswet 1994 (artikel 110).

### Adolescentenstrafrecht
Jongeren tussen de 12 en 18 jaar die een strafbaar feit plegen, worden gestraft volgens het jeugdstrafrecht. Bijvoorbeeld met een taakstraf of jeugddetentie. De rechter kan door het adolescentenstrafrecht het jeugdstrafrecht ook toepassen op jongvolwassenen tot 23 jaar.